# Arancini

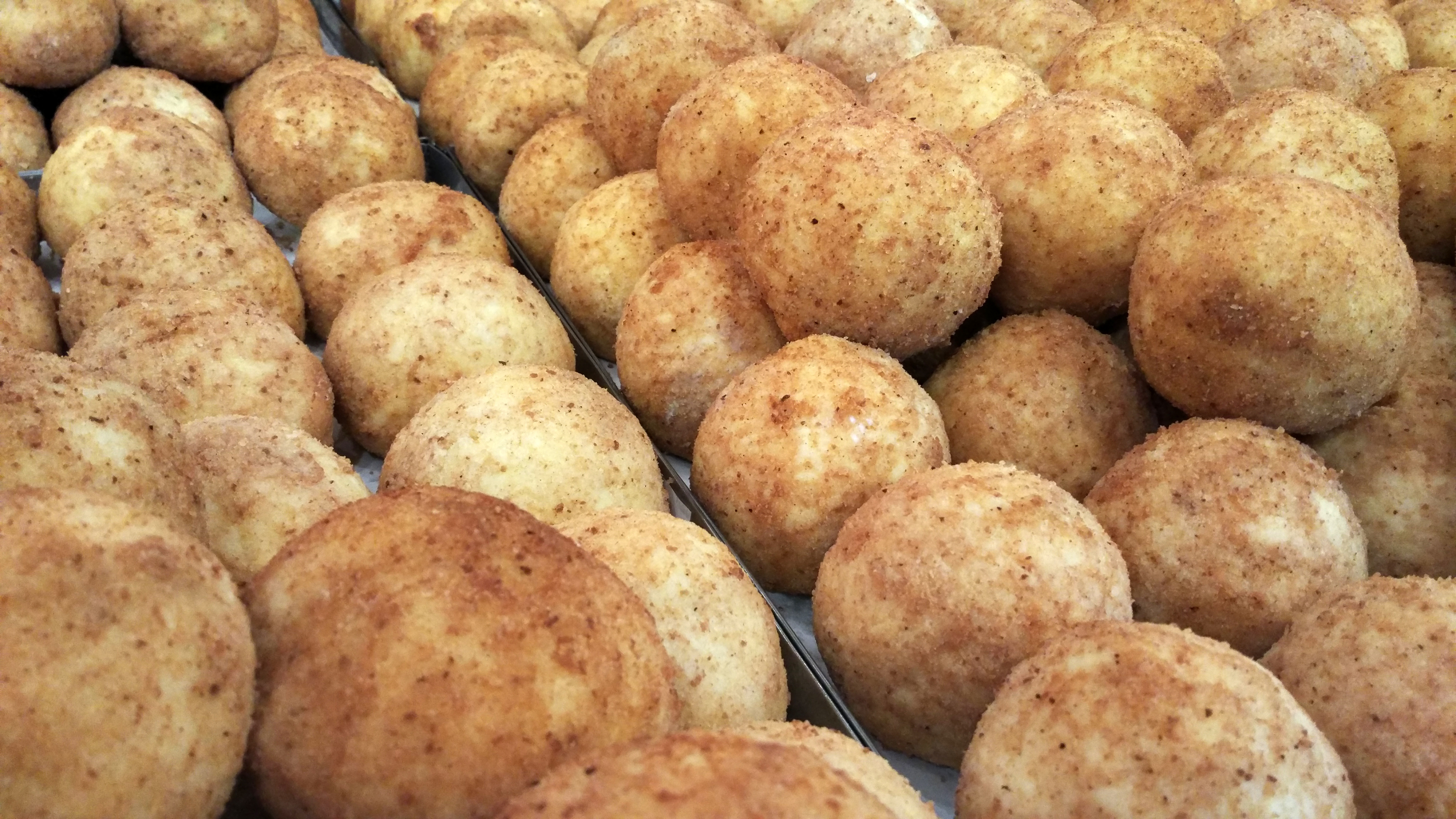
Arancini

Arancini [arančíny] (jednotné číslo Arancino, sicilsky Arancinu) jsou kuličky z vařené rýže, která je plněná masovým ragú. Je to sicilské národní jídlo, které má certifikát Prodotto agroalimentare tradizionale udělovaný italským ministerstvem zemědělství. Původ této speciality sahá do doby arabské nadvlády nad ostrovem, kdy vznikla úpravou levantského jídla kibbeh na místní podmínky.
Rýže se vaří tak dlouho, dokud se všechna voda neodpaří, omastí se máslem a ochutí šafránem. Zároveň se mleté hovězí maso podusí na cibulce s rajčatovou šťávou, červeným vínem a hráškem. Po vychladnutí se z rýžové hmoty tvoří koule o průměru asi 10 cm, které se naplní masovou směsí a nakrájenou mozzarellou nebo sýrem caciocavallo (někdy se přidávají také houby, pistácie nebo lilky), obalí ve trojobalu a smaží v olivovém oleji. Výraz arancini znamená italsky „malé pomeranče“, které hotové jídlo barvou a tvarem připomíná (i když v Messině se připravují arancini ve tvaru kužele).
Podle toho, z jaké oblasti Sicilie arancini pocházejí, mohou se lišit nejen svým tvarem, ale také náplní. Nejoblíbenější arancini alla carne (s hovězím ragú, hráškem a mrkví), arancini al burro (s mozzarellou, šunkou a bešamelovou omáčkou), arancini alla norma (s lilkem a ricotou) a arancini agli spinaci (se špenátem a mozzarellou).
V italské literatuře je známým milovníkem tohoto pokrmu komisař Montalbano, postava z románů Andrey Camilleriho, který i díky televiznímu zpracování přispěl k jejich zviditelnění i mimo Itálii.
Arancini jsou tradičním jídlem na den svaté Lucie (13. prosinec), kdy tradice zakazuje konzumaci moučných pokrmů na památku konce hladomoru v roce 1646. Tehdy se připravuje také sladká verze, plněná cukrem a kakaem.  